# Serpentin (fête)
Pour les articles homonymes, voir Serpentin.

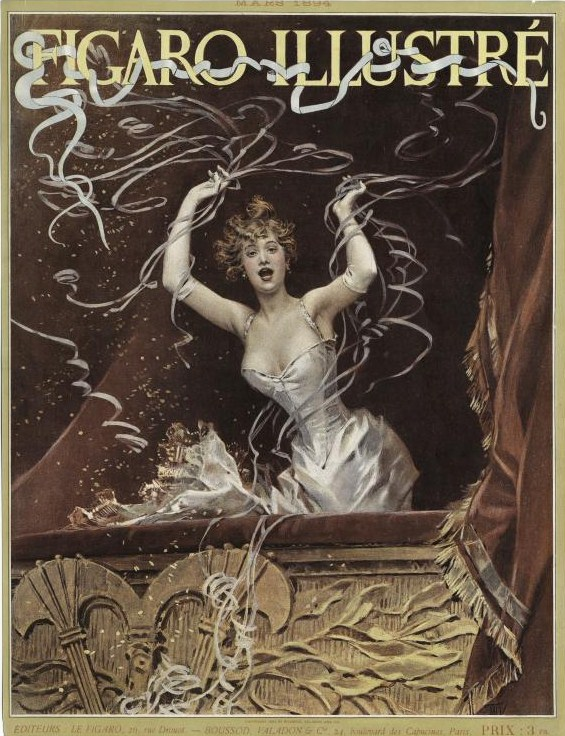
Le Figaro illustré 1894.

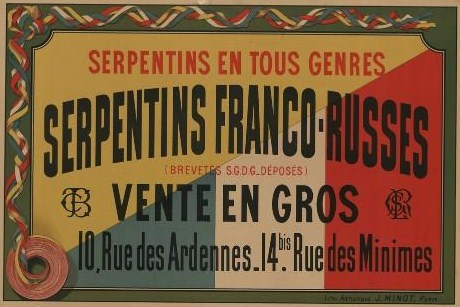
Publicité fin XIXe siècle.

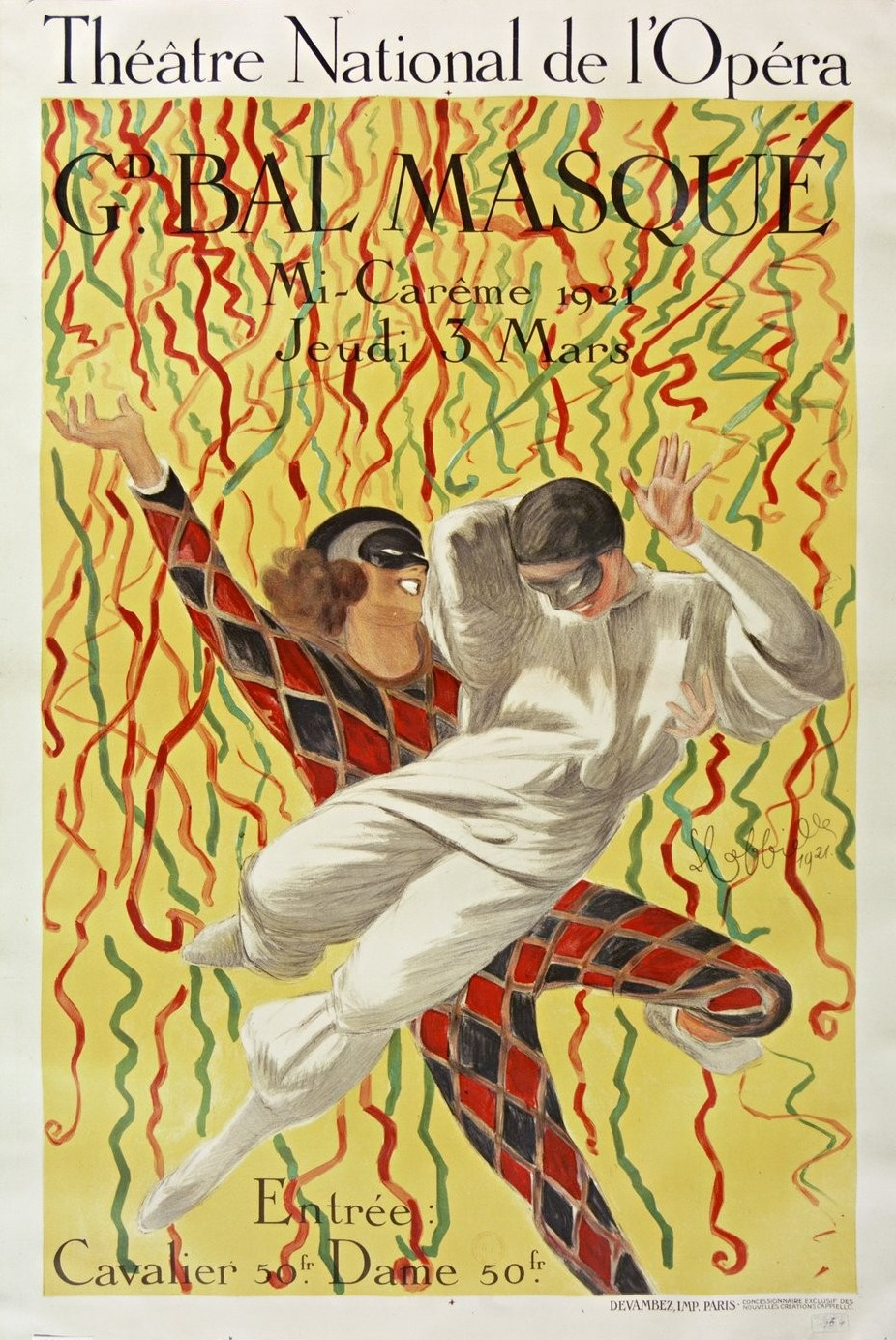
Leonetto Cappiello, affiche du grand bal masqué de la Mi-Carême 1921.

Le serpentin est aujourd'hui une petite et fine bobine de papier, généralement de couleur, qu'on utilise au cours des fêtes, notamment le carnaval.
On le jette en le déroulant brusquement. Il forme un couple festif avec le confetti.
Il était jadis beaucoup plus large (1 centimètre) et plus long (50 à 200 mètres). Les premières années de son emploi à Paris, ils rendaient les arbres des Grands boulevards « tout chevelus et multicolores », à l'occasion de la Promenade du Bœuf Gras ou du cortège de la Mi-Carême au Carnaval de Paris.
Le serpentin s'est aussi appelé à ses débuts spirale ou spirale-opéra. Dans une ordonnance de police du 7 juillet 1922 il est appelé : serpentin-spirale.
La spirale-opéra était une variété de serpentin ainsi décrite dans le Journal des débats le 10 mars 1893 : « Après le confetti, le serpentin, la plume de paon, signalons la dernière nouveauté de cette Mi-Carême : la spirale-opéra. C'est une gerbe de courts serpentins, liée au milieu, et formant comme une sorte de grande papillote. Du boulevard de la Madeleine au boulevard des Capucines, cela se vendait couramment 40 et 50 centimes. La spirale-opéra n'a d'ailleurs pas obtenu un grand succès. »
En allemand, le serpentin porte le nom de « Luftschlange », littéralement traduisible par « serpent aérien ». En italien, le serpentin porte le nom de « stella filante », au pluriel « stelle filanti » : « étoiles filantes ». Dans plusieurs autres langues le serpentin porte un nom issu du nom français. Par exemple, en espagnol, il se nomme « serpentina », en finnois « serpentiini » et en russe « cерпантин » (serpan'tin').

## Histoire du serpentin

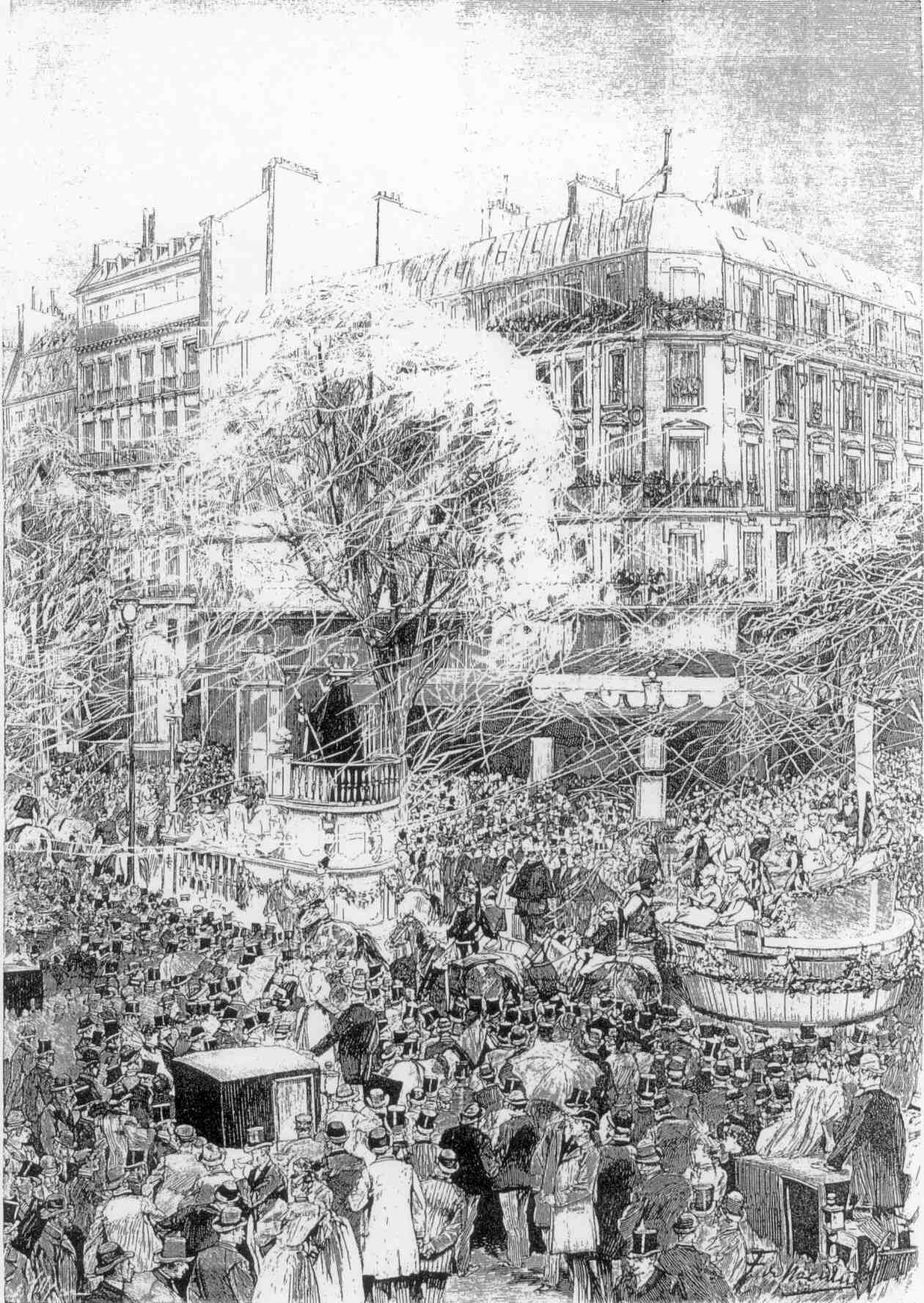
Durant la cavalcade de la Mi-Carême 1893, les serpentins géants s'emmêlent dans les arbres dénudés des Grands boulevards parisiens.

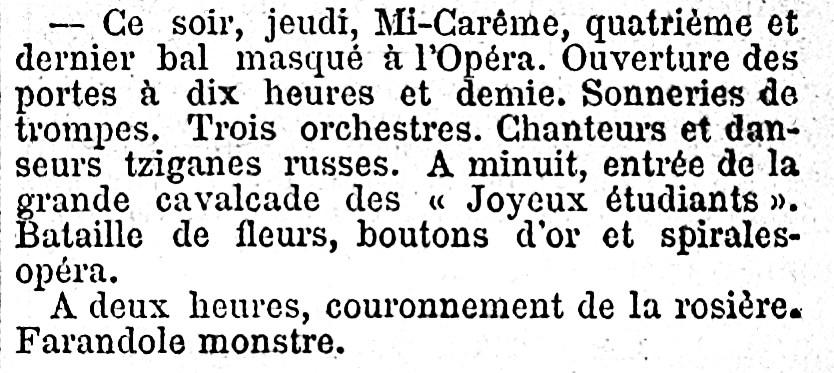
Les spirales-opéra au bal de l'Opéra à la Mi-Carême 1894.

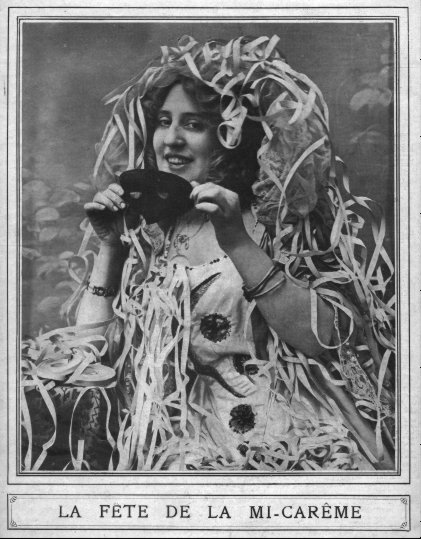
Les serpentins, de 1892 à 1914 au moins, furent bien plus larges et longs que ceux d'aujourd'hui.

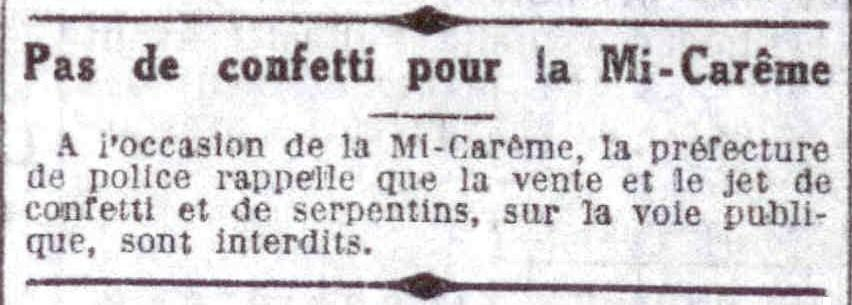
Interdiction des confettis et serpentins, Paris 1927.

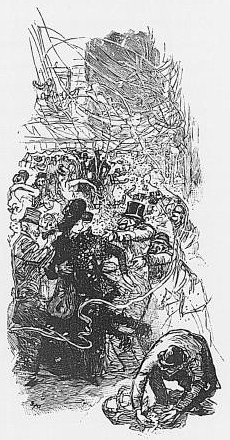
Bataille de serpentins au Carnaval de Paris 1895.

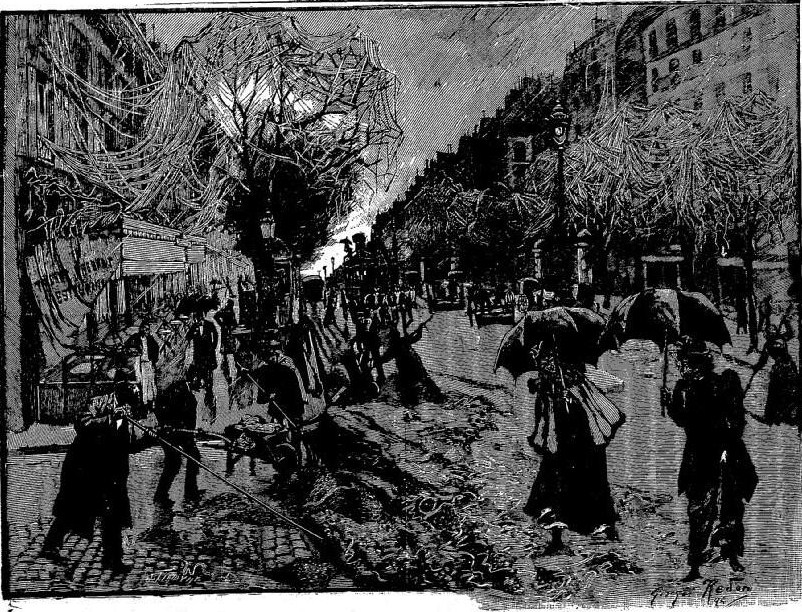
Les arbres des grands boulevards le lendemain du défilé de la Mi-Carême 1894.

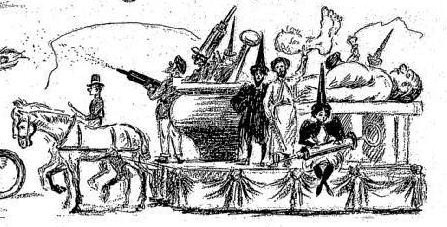
Le char de l’École de médecine à la Mi-Carême 1895 à Paris.

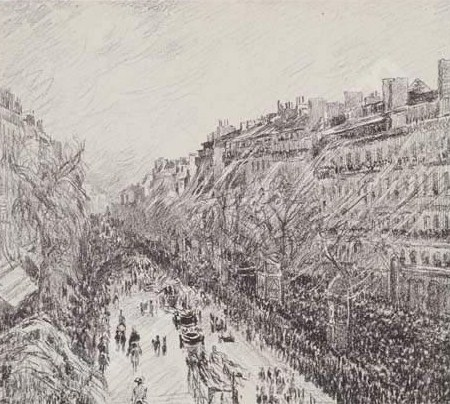
Le cortège de la Mi-Carême vu par Camille Pissarro.

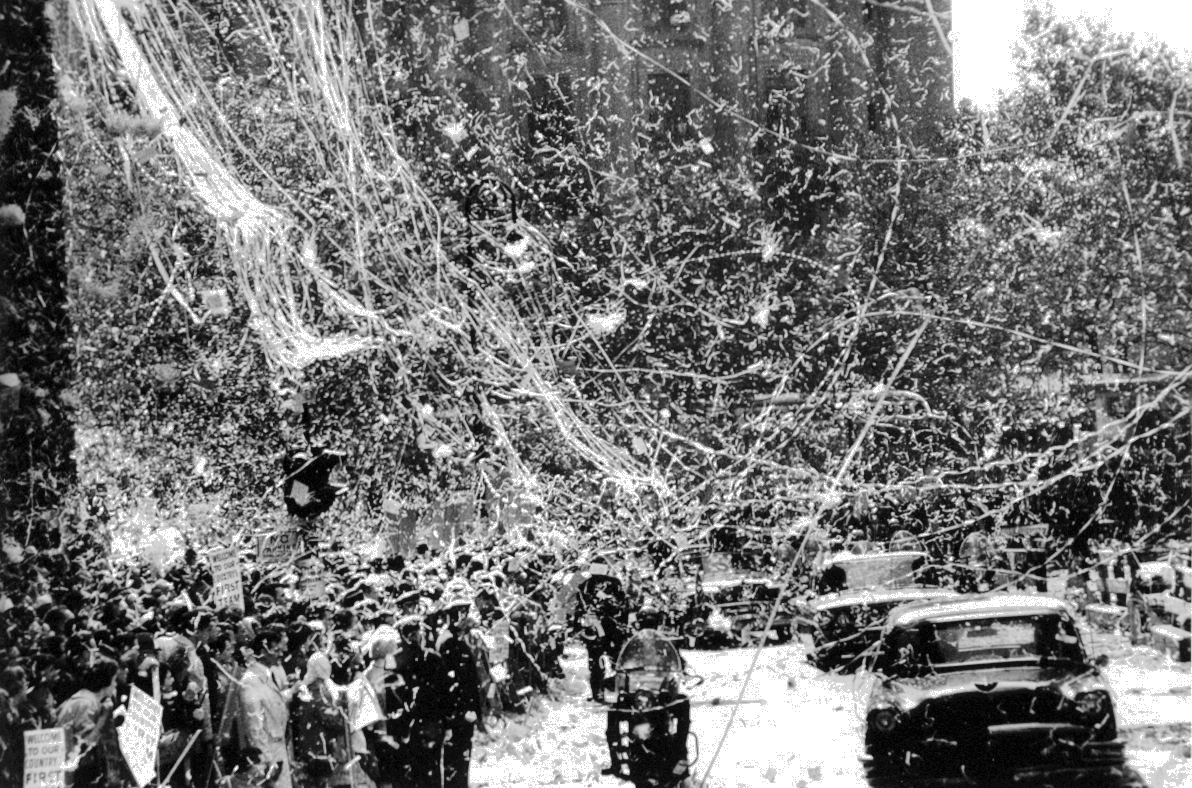
Ticker-tape parade en l'honneur du candidat à la présidence Richard Nixon en 1960 à New York.

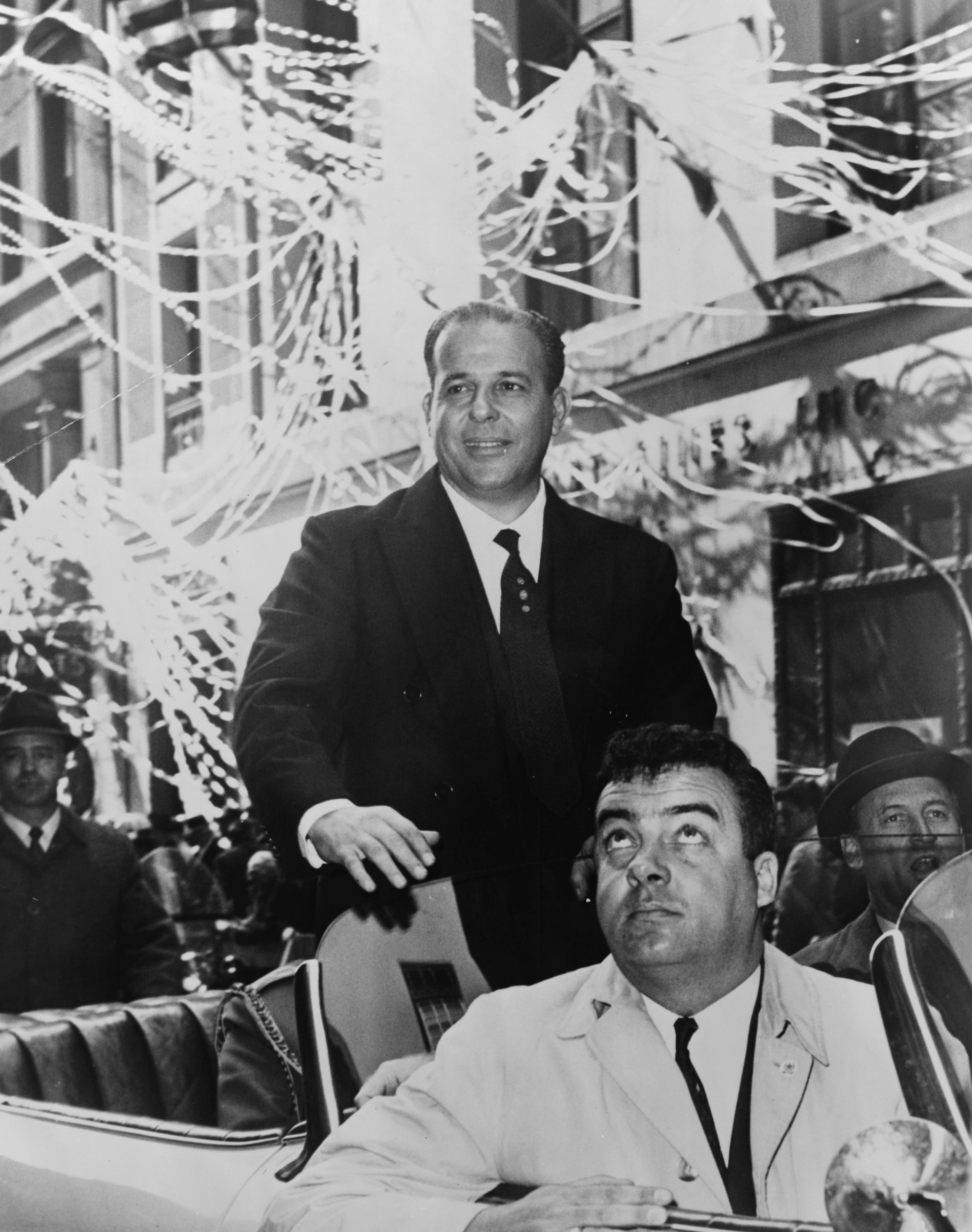
Les bandes de signaux morse usagées s'entrecroisent au-dessus de João Goulart lors de la Ticker-tape parade en son honneur à New York le 5 avril 1962.

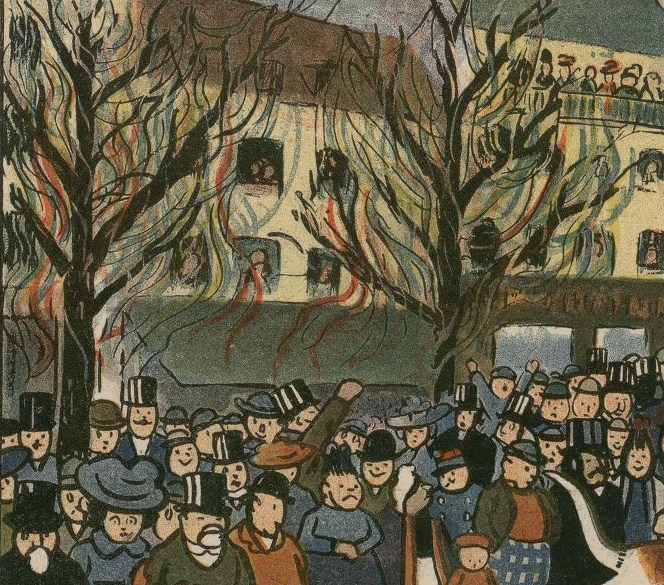
Vision artistique par André Hellé, datant de 1907, des arbres des Grands Boulevards tout chevelus et multicolores au moment du Carnaval de Paris.

### Les débuts
À l'origine du serpentin, on trouve le ré-emploi festif de bandes de signaux morse en papier. Il s'agit certainement de fins de bobines inutilisables et destinées à la poubelle.
Le premier exemple connu de ce ré-emploi date du 28 octobre 1886. Spontané, il eut lieu à New York à l'occasion de l'inauguration de la statue de la Liberté. Le nom de ces bandes en anglais : Ticker tape, a donné Ticker-tape parade pour désigner ce genre de manifestation où on les lance, entières ou fragmentées, sur le défilé de personnes qu'on souhaite honorer.
En 1892, durant le Carnaval de Paris, un employé parisien du télégraphe dont on ignore le nom imite l'exemple new-yorkais. Il travaille au bureau de poste de Paris 47. C'est le bureau de poste de la Bourse, à l'époque le plus important de Paris, ouvert jour et nuit et relié à la Bourse par un souterrain. Le fait que cet employé travaille au télégraphe de ce bureau en relation avec la Bourse new-yorkaise explique sans doute la transmission de l'idée depuis les États-Unis. Les auteurs français qui parlent du début du serpentin, quant à eux, ignorent complètement l'exemple américain de 1886 et parlent d'une invention faite par un télégraphiste parisien resté anonyme.
De nos jours, aux Ticker-tape parades à New York, les débris d'annuaires remplacent les bandes de signaux morse en papier qui ne sont plus fabriquées et utilisées.

### Le succès
Dès ses débuts, la vogue du serpentin est extraordinaire à Paris. L'emploi massif qui en est fait avec le confetti durant la période 1891-1914 des confetti et serpentins au Carnaval de Paris en fait une véritable épopée.
La fabrication des serpentins pour le Carnaval est réalisée à l'aide d'une machine spéciale qui est décrite ainsi en 1902 :
« Pour les serpentins, on enroule le papier sur des disques de bois armés de couteaux circulaires convenablement espacés, et qui coupent le papier, au fur et à mesure de son enroulement, en bandes de 1 centimètre de largeur sur une longueur de 200 mètres environ. »
Les Parisiens en Carnaval les jettent par la fenêtre du haut des immeubles et depuis les trottoirs dans les arbres, les rendant tout « chevelus et multicolores ».
Un auteur, décrivant le Carnaval de Paris en 1893, parle des « arbres enguirlandés de rubans multicolores, banderoles de papier formant comme des traits d'union entre les maisons et la verdure, tandis que, dans le bas, se pressent des foules compactes saupoudrées de confettis ».
Le Journal des débats rapporte qu'au cours du défilé de la Mi-Carême 1893 « Rue Turbigo, les étudiants lâchent des pigeons avec de longs serpentins aux pattes ».
Le même journal écrit : « les spirales déroulées en longs rubans flottent accrochées aux balcons, aux enseignes et aux arbres. Nous avons remarqué, au coin du boulevard Saint-Denis et du boulevard Sébastopol, un arbre magnifique tout couvert de serpentins ; on eut dit un très haut saule pleureur aux feuilles multicolores. » Le mot « spirale » est ici utilisé comme synonyme de serpentin.
La Préfecture de police de Paris cherche très tôt à circonscrire l'usage des serpentins et confettis. En juin 1893, le Gil Blas débute ainsi son article annonçant l'ouverture de la fête de Neuilly, dite : fête à Neu-Neu, dans la banlieue proche de Paris :
« Hier dimanche, beaucoup de monde à l'ouverture de la fête de Neuilly.
Les serpentins, les confetti et les plumes de paon avaient été formellement interdits par la préfecture de police. »
En janvier 1894, un certain Heisler cherche à innover dans le domaine des serpentins. Le Bulletin de la papeterie écrit :
Serpentin-spirale.
M. Heisler a pris un brevet pour un nouveau serpentin-spirale. Il se compose de plusieurs rubans superposés dans leur roulement ; ils peuvent être indépendants ou réunis d'une manière quelconque. Chacun de ces rubans peut être, sur les deux faces, d'une couleur semblable ou différente, tes couleurs seront combinées de manière à produire les effets les plus variés.
À l'occasion de la Mi-Carême 1895, Georges Clemenceau décrit les boulevards parisiens envahi de confettis et serpentins : « assourdis d'un épais tapis de haute lisse aux pointillés multicolores, entre deux rangées d'arbres follement enrubannés, festonnés, pelotés de banderoles flottantes agitant au vent tous les rayons de lumière enchevêtrées à plaisir. »
Une blanchisseuse qui vient de défiler sur son char à cette même fête s'exclame :
« Est-ce assez joli tout de même ce truc des serpentins. Lancés d'un balcon à l'autre, ces rubans de toutes couleurs formaient au-dessus de nos têtes de gracieux arcs de triomphe et tous les arbres des boulevards disparaissant sous ces banderoles ressemblaient de loin aux arbres de Noël, ou à ces bouquets qu'en mon pays les jeunes gens accrochent aux fenêtres des jeunes filles aux premiers jours de mai !... »
On lit dans le compte-rendu du défilé fait par le Journal des débats : « Les confetti pleuvaient, les balais-serpentins fouettaient le visage, mais on ne se plaignait pas. » Ces « balais-serpentins » dérivent visiblement du serpentin, tout comme la « spirale-opéra » inventée deux années auparavant et le « serpentin-spirale » inventé l'année précédente.
Dans le programme du cortège des étudiants parisiens à la Mi-Carême 1895, un char met les serpentins à l'honneur :
« 1° Le char de l’École de Médecine, représenté par une table de dissection sur laquelle est un macchabée ; de son ventre un interne retire les intestins qu'il jette à la foule (quantité de serpentins). »
Un dessin de Georges Redon, paru dans L'Univers illustré, immortalise ce char pittoresque.
Le 18 février 1896, dans son compte-rendu de la première journée du défilé de la Cavalcade du Bœuf Gras, L'Intransigeant écrit :
Bientôt Paris se couvre d'une fine toile d'araignée, toile multicolore que tissent les serpentins d'un arbre à l'autre, d'un balcon à un lampadaire.
Le 13 mars 1896, on lit dans le compte-rendu fait par le Journal des débats de la première Promenade de la Vache enragée :
Dans les rues de Jessaint, Stephenson et Doudeauville, déjà jonchées de confetti, les volutes multicolores des serpentins se balancent au gré du vent. Sur les boulevards de Clichy, Barbès et Ornano, les arbres sont enguirlandés de ces spirales de papiers.

### Un gâteau en l'honneur du serpentin
Un gâteau, orné d'une spirale, porta jadis en l'honneur du serpentin le nom de spirale-opéra.

### Le spirobole
La Justice du 16 février 1896 écrit à propos du cortège du Bœuf Gras qui sort le dimanche suivant :
Une Innovation
Une bonne nouvelle pour les dilettantes du serpentin : L'odieuse courbature qui domptait les biceps les plus vigoureux comme les bras les plus charmants, est vaincue à son tour par le « spirobole » ; c'est un lance-serpentins qui fera son apparition dimanche sur les boulevards.
Nous avons essayé le premier spécimen, et nous avons lancé par-dessus une maison de cinq étages, un serpentin de 80 mètres de longueur.
Ce ne sont plus seulement les arbres du boulevard qui seront enguirlandés, les cheminées elles-mêmes feront désormais flotter au vent les spirales multicolores dont on va les enrubanner,
Quand le serpentin va, tout va !
Cet instrument festif est aujourd'hui oublié depuis très longtemps. Le terme « spirobole » évoque aujourd'hui pour ceux qui l'ont rencontré un jeu pratiqué avec une balle attachée par une corde à un poteau, ou un myriapode.

### Plus de200 000serpentins vendus à Paris le dimanche gras 1897
Une information illustre bien la vogue parisienne que connait le serpentin à ses débuts. C'est au Carnaval de Paris en 1897. Le journal parisien La Patrie écrit :
S'il faut en croire un marchand en gros, plus de deux cent mille serpentins ont été vendus dans la seule journée de dimanche.
Deux cent mille serpentins à cinquante mètres de longueur en moyenne, cela fait dix mille kilomètres de longueur : de Paris à Madagascar.
Les arbres des boulevards sont, d'ailleurs, tout chevelus et l'effet était des plus pittoresques de tous ces rubans multicolores enroulés autour des branches, flottant à la brise.

### Les serpentins lancés d'un aérostat en 1897
Le 1er aout 1897, à la fête aérostatique de Montmorency, l'ascension d'un aérostat, monté par J. Bloch, est suivie d'une pluie de confettis et serpentins.

### Un serpentin nouveau jeu en 1899
Dans une description du cortège de la Mi-Carême parisienne 1899 défilant sous la pluie, apparaît un nouveau modèle de serpentin combiné aux confettis :
Avec sa badauderie habituelle, le public parisien s'est empressé, sur son parcours, en foule joyeuse et, ç'a été l'ordinaire bataille des confetti formant bientôt a terre une boue gluante et bigarrée, tandis que, des fenêtres, les curieux lançaient force serpentins, échevelant les arbres d'un réseau multicolore. L'innovation de cette année a été un serpentin nouveau jeu, dont le déroulement vous couvrait d'une mitraille de confetti.

### Un accident de serpentin en 1900 à Paris
Le Rappel écrit le 24 mars 1900 dans son compte-rendu des fêtes de la Mi-Carême à Paris :
Mlle Néville est écuyère et venait de faire quelques exercices de haute école au Cirque d'hiver. À quatre heures moins le quart, elle sortit du Cirque, par la porte des artistes, rue de Crussol, et prit place dans sa voiture. Au coin du boulevard du Temple, un serpentin lancé par une main maladroite vint s'enrouler autour de la tête du cheval qui se cabra.
Quelques personnes effrayées se mirent à pousser des cris qui achevèrent d'affoler l'animal qui s'emballa.
Le cocher, Vallier, âgé de 35 ans, est venu expliquer les faits au commissariat de M. Daltroff, rue des Trois-Bornes.
Dès maintenant, il est reconnu que sa responsabilité n'est nullement engagée et qu'il a fait tout ce qui était en son pouvoir pour éviter l'accident.

### 1902-1903: la France exporte ses serpentins en Uruguay

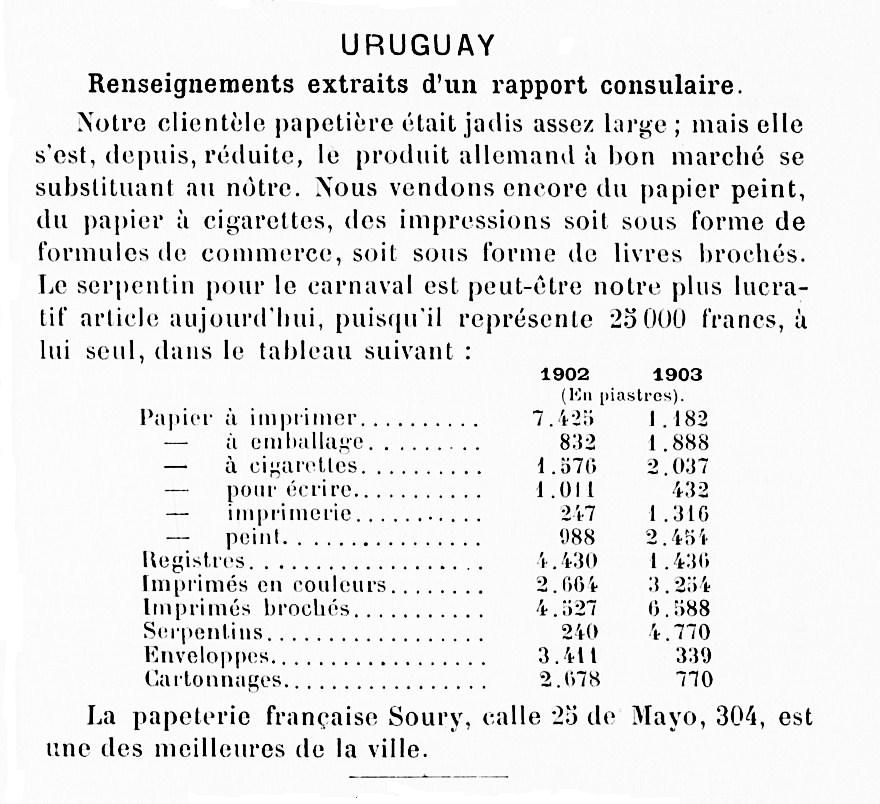
En 1902-1903, la France exporte ses serpentins en Uruguay.

Le 1er décembre 1905, Le Moniteur de la papeterie française et de l'industrie du papier indique que « Le serpentin pour le carnaval est peut-être notre plus lucratif article aujourd'hui » au nombre des produits papetiers français exportés en Uruguay.
En 1902, un rapport consulaire cité par cette publication rapporte qu'il a été vendu pour 240 piastres de serpentins en Uruguay. La vente progresse très vite, et dès 1903, il est vendu pour 4770 piastres de serpentins, soit 25 000 francs de l'époque !
Ce bond en avant du serpentin paraît correspondre à son arrivée et son adoption enthousiaste par les adeptes du Carnaval en Uruguay.

### L'interdiction à Paris

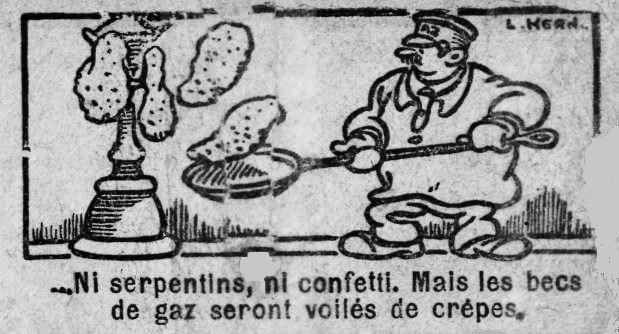
Dessin de L. Kern à propos de l'interdiction des serpentins et confettis, paru dans Le Journal, le Mardi Gras 17 février 1920.

Dès les années 1890, les autorités parisiennes pourchassent et interdisent l'emploi des serpentins durant le Carnaval de Paris. Le prétexte invoqué est que leur enlèvement, effectué à l'aide de crochets en fer, coûte cher et va endommager les bourgeons et faire mourir les arbres.
En 1896, Émile Gautier, dans un article intitulé La Question des Serpentins, paru dans la Science Française, propose un projet en réponse aux critiques du serpentin. Les réaliser avec un papier spécial, soluble dans l'eau. L'auteur précise qu'il a envoyé son projet au Préfet de police qui :
...frappé par la simplicité de la solution, que j'avais cru devoir lui soumettre, en a immédiatement saisi le laboratoire municipal. Là, ma proposition a été tournée et retournée sous toutes ses faces par les spécialistes, qui, finalement, n'ont pu rien y trouver de rédhibitoire ni d'impraticable à reprendre. M Girard m'a même fait l'honneur de me convoquer, l'autre jour, pour me demander des explications complémentaires, et m'inviter à lui présenter un type de papier idéal.
M'est avis que le plus simple serait d'ouvrir un concours. Je n'y figurerai pas personnellement, n'étant pas fabricant de papier. Mais s'il est, dans la clientèle de la Science Française, un fabricant de papier que l'œuvre tente, il sait désormais ce qu'il lui reste à faire. Il va de soi que nous nous tenons d'avance à son entière disposition.
La proposition d’Émile Gautier ne connaît finalement pas de suites pratiques.
Témoin de la chasse aux adeptes de l'usage du serpentin, un journaliste du Petit Journal écrit à propos du Carnaval de Paris 1902 :
Un arrêté judicieux du préfet de police avait, on le sait, pour ménager les arbres... et les finances de la Ville, interdit le jet des serpentins. Il y a eu pourtant quelques fanatiques de ce jeu, qui ont ignoré les prescriptions préfectorales ou qui ont passé outre.
Les délinquants, dont les noms étaient pris par les agents, ont été avisés hier matin d'avoir à enlever dans les vingt-quatre heures, et à leurs frais, les serpentins qu'ils avaient jetés, sans préjudice de la contravention et de l'amende qui viendra augmenter encore pour eux le prix du serpentin.
Les Parisiens restent attachés à leurs outils festifs qu'on les empêche d'utiliser. En 1921, en lisant entre les lignes du compte-rendu de la journée de la Mi-Carême fait par Le Gaulois, on voit que le mécontentement existe face à l'interdiction des confettis et serpentins :
Le préfet de police avait pris la sage mesure, généralement approuvée, d'interdire confettis et serpentins, c'était parfait et cela évitait des incidents parfois regrettables.
Le « généralement » en dit long, sous la plume d'un journaliste hostile aux confettis et serpentins censés générer « des incidents parfois regrettables. »
De 1919 à 1932 et encore à diverses reprises par la suite, l'usage du serpentin est interdit à Paris. Le confetti subit le même sort, excepté une année. Son autorisation en 1922 relève probablement de la bienveillance du préfet de police Robert Leullier, qui mourut à son poste et ne connut que ce seul Carnaval durant l'exercice de sa fonction à Paris.

### L'interdiction étendue aux fêtes foraines à Paris en 1929
Le 8 juillet 1929, le Préfet de police de Paris publie une ordonnance réglementant les fêtes foraines. On y lit notamment que sont interdits :
8° La vente et l'emploi de petites cannes, confetti, serpentins, spirales, plumes de paon, balais en plumes ou en papier, instruments en baudruche qui, gonflée, prennent la forme de saucissons, carottes, navets, etc., et, en général, de tous objets de même nature,
Dans cette ordonnance sont mentionnés juste après les serpentins, les « spirales ». Ce nom qui désignait aussi les serpentins à leurs débuts, peut sans doute désigner ici autre chose.

### 1939: serpentins et confettis autorisés à la Fête nationale française à Paris
Si on en croit le journal Ce soir, qui en parle le 12 juillet 1939, serpentins et confettis ont envahi la Fête nationale française à Paris :
Durant trois jours les places publiques, les carrefours et les trottoirs seront transformés en dancings sous les lampions; on reverra les habituels et fragiles kiosques ou estrades de bois, avec leurs accordéonistes et leurs jazz-band. Des milliers de sacs de confetti se déverseront encore sur les têtes, des milliers de serpentins, se dérouleront encore dans l'air.

### 1953: serpentins et confettis interdits à la Fête nationale française à Paris
On lit dans les Mesures d'ordre et de sûreté à observer pendant la Fête nationale du 14 juillet 1953. prises par le Préfet de police de Paris le 4 juillet 1953 et publiées dans le Bulletin municipal officiel de la Ville de Paris du 8 juillet 1953 :
Art. 5. — La vente, l'usage ou la projection de confetti, serpentins, spirales, balais en papier, petites cannes, etc. sont formellement interdits sur la voie publique.

### Le serpentin aujourd'hui
Le serpentin actuel, qu'on trouve à la vente, est beaucoup plus fin et court que celui des origines.
En 2000, en hommage à l'« inventeur du serpentin » (en fait celui qui l'a seulement propagé à Paris, imitant l'exemple new-yorkais), la Compagnie Carnavalesque Parisienne « Les Fumantes de Pantruche » organisa des expositions sur le Carnaval de Paris. Elles eurent lieu, au moment du Carnaval, dans quatre bureaux de poste parisiens dont le bureau de la Bourse héritier du bureau de Paris 47.